# Выдыхай
«Выдыхай» — сингл российской рок-группы «Три дня дождя» и российской поп-певицы Zivert. Песня вышла 22 марта 2022 года, 8 апреля трек получил экранизацию в виде клипа.

## История
По словам Юлии Зиверт, исполнители хотели выпустить трек через месяц, но до выхода его слили:
«Мы не планировали этот релиз сейчас. Хотели выпускать где-то через месяц или смотреть по ситуации дальше. Буду говорить как есть: сегодня песню слили в Сеть. Значит, такова её судьба. Может быть, потому что сейчас она действительно кому-то нужна»

## Отзывы
В «Радио „Комсомольская правда“» сообщили о том, что трек положительно приняли поклонники.
По мнению рецензента Владислава Шеина из ТНТ Music трек «с меланхоличным сюжетом и лёгким гитарным инструменталом». В своей следующей рецензии на клип трека он сказал, что клип «соответствует мрачному вайбу и меланхоличному звучанию трека».
Артём Кучников из ТНТ Music добавил трек в список «лучших новинок прошедшей недели». По мнению рецензента «„Три дня дождя“ в песню вложили нетривиальную для мелодичной поп-рок-баллады аккордную основу, а Zivert удивила брутальной хрипотцой».

## Чарты
| Чарты (2022)                  | Высшая позиция | Источник |
| ----------------------------- | -------------- | -------- |
| Яндекс.Музыка                 | 15             | [ 9 ]    |
| Apple Music (Россия)          | 9              | [ 9 ]    |
| Apple Music (Москва)          | 8              | [ 9 ]    |
| Apple Music (Санкт-Петербург) | 7              | [ 9 ]    |
| СберЗвук                      | 7              | [ 9 ]    |